# Albadé Abouba
Albadé Abouba est un homme politique nigérien.

## Biographie
Il a été cadre administratif dans les sociétés minieres (IRSA, COGEMA, et COMINAK) de 1976 à 1987.[réf. nécessaire]
Ancien cadre de commandement dans l'administration territoriale (1987 a 1997), il a été l'un des principaux artisans du règlement de la rébellion Touareg au Niger (1995, 2000, 2007, 2009).
Il a été deux fois ministre de l'Intérieur (2002-2004) et 2007-2010 avec rang de ministre d'État, Premier ministre par intérim du 23 septembre au 2 octobre 2009[réf. nécessaire]. De 2014 à 2016, il est ministre d’État à la présidence de la République dans le gouvernement de Brigi Rafini.
En octobre 2015, Abouba quitte le Mouvement national pour la société du développement et fonde le Mouvement patriotique pour la république (MPR-Jamhuriya). Lors des élections législatives de 2016, le MPR obtient 7,14 % des voix et 13 sièges sur 171,. À l'élection présidentielle qui se déroule en même temps, le parti ne présente pas de candidat et soutient la candidature de Mahamadou Issoufou du Parti nigérien pour la démocratie et le socialisme (PNDS) qui remporte l'élection.
Abouba est le candidat du MPR-Jamhuriya lors de l'élection présidentielle de 2020. Il obtient 7,0 % des voix et finit en 4e position. En vue du second tour, il se rallie à la candidature de Mohamed Bazoum, candidat du PNDS et arrivé en tête au premier tour.